# Karen Hughes

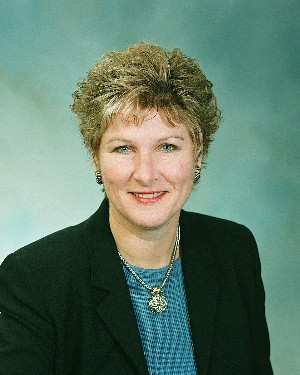
Karen Hughes

Karen Parfitt Hughes (* 27. Dezember 1956 in Paris, Frankreich) ist eine US-amerikanische Politikerin aus Texas.
Hughes ist Mitglied der Republikanischen Partei und war von 2001 bis 2002 als Kommunikationsdirektorin des Weißen Hauses einer der engsten Berater von US-Präsident George W. Bush. Die texanische Zeitung Dallas Morning News bezeichnete sie 2004 als „mächtigste Frau, die je im Weißen Haus gearbeitet hat“. Von März 2005 bis Oktober 2007 fungierte Karen Hughes als Abteilungsleiterin für öffentliche Diplomatie (Under Secretary of State for Public Diplomacy and Public Affairs) im Außenministerium der Vereinigten Staaten.
Ihr Vater Harold Parfitt war der letzte US-Gouverneur der Panamakanalzone.